# 椿の花咲く頃
『椿の花咲く頃』（つばきのはなさくころ、韓:동백꽃 필 무렵、英:When the Camellia Blooms）は、韓国・KBSで、2019年9月18日から11月21日まで放送されたロマンティックラブサスペンスコメディドラマ。日本では2019年にNetflixにて配信された。全20話。最高視聴率は、最終回の23.8%。地上波ドラマとして2019年史上最高の大ヒットドラマであった。その年の KBS演技大賞では、出演のコン・ヒョジンが大賞を受賞するなど12冠の栄誉に輝いた。

## あらすじ
住民は皆が顔見知りという田舎町オンサンに、幼い息子を連れたシングルマザーのオ・ドンベク（コン・ヒョジン）が引っ越してきて「カメリア」というスナックを開く。ドンベクの美貌もあって店は男性客が集い繁盛したが、それを快く思わない地元の女性たちは、未婚の母であるドンベクに偏見をもって接しいじめていた。
ドンベクが移住して6年余り、熱血漢の警察官ファン・ヨンシク（カン・ハヌル）が、半ば左遷される形で故郷に赴任する。ヨンシクは偶然見かけたドンベクに一目惚れし、不器用ながらも一途にアプローチを重ねていく。
その頃、世間では6年前にオンサンで起こった未解決の連続殺人事件が、再び関心を集めていた。カメリアの壁には事件当時に殺害現場にあったメモと同じ筆跡で、ドンベク宛の落書きが残されていた。

## キャスト
オ・ドンベク
演 - コン・ヒョジン
主人公。名前は朝鮮語で椿という意味。田舎町でスナックを経営しながら8歳の息子を女手一つで育てる。周りから偏見の目で見られる中、地元出身の警察官ヨンシクに惚れられる。
ファン・ヨンシク
演 - カン・ハヌル
オンサンという田舎町で警察官として働く方言丸出しの青年。やがて一人の女性として生きるドンベクに惹かれていく。
カン・ジョンリョル
演 - キム・ジソク
ドンベクの初恋の人で有名なプロ野球選手。実はピルグの実父。
ジェシカ
演 - チ・イス
ジョンリョルの妻。
ノ・ギュテ
演 - オ・ジョンセ
ドンベクが経営するバー「カメリア」の常連客。
ホン・ジャヨン
演 - ヨム・ヘラン
離婚弁護士で、ノ・ギュテの妻。
ヒャンミ
演 - ソン・ダムビ
ドンベクが経営するバー「カメリア」のバイト従業員。
ピルグ
演 - キム・ガンフン（大人：チョン・ガラム）
ドンベクの息子で、将来の夢は野球選手。
クァク・トクスン
演 - コ・ドゥシム
ヨンシクの母。唯一、オンサンの町の住民達の中でドンベクに親しくしてくれる。しかし、ドンベクをヨンシクの嫁としては認めない。
ジョンスク
演 - イ・ジョンウン
ドンベクの母。幼い頃に捨てられドンベクは彼女を一度も探そうと思わなかった。認知症を患いドンベクの前に現れ同居を始める。
ピョン所長
演 - チョン・ペス
ヨンシクが働く交番の所長。
ガブリ
ある殺人事件の犯人で、正体は謎。ドンベクを執拗に追う。

## スタッフ
- 脚本：イム・サンチュン
- 演出：チャ・ヨンフン

## 受賞歴

### 2019年
- KBS演技大賞（2019年12月31日）[2]
  - 大賞 - コン・ヒョジン
  - 最優秀賞 - カン・ハヌル
  - ベストカップル賞 - コン・ヒョジン＆カン・ハヌル
  - ベストカップル賞 - オ・ジョンセ＆ヨム・ヘラン
  - ネットユーザー賞 - カン・ハヌル
  - 優秀賞 中編ドラマ部門 - キム・ジソク
  - 優秀賞 中編ドラマ部門 - イ・ジョンウン
  - 助演賞 中編ドラマ部門 - オ・ジョンセ
  - 助演賞 中編ドラマ部門 - ヨム・ヘラン
  - 新人賞 - ソン・ダムビ
  - 青少年演技賞 - キム・ガンフン
  - 脚本家賞 - イム・サンチュン

### 2020年
- 第32回韓国PD大賞（2020年4月）[3]
  - テレビドラマ部門 作品賞

- 第56回百想芸術大賞（2020年6月5日）[4]
  - ドラマ部門大賞
  - テレビ部門 男子最優秀演技賞 - カン・ハヌル
  - テレビ部門 男子助演男優賞 - オ・ジョンセ
  - テレビ部門 脚本賞 - イム・サンチュン
- 第47回韓国放送大賞（2020年9月10日）[5][6]
  - 作品賞 ドラマ部門
  - 演技者賞 - カン・ハヌル
  - 作家賞 - イム・サンチュン
- 第15回ソウルドラマアワード（2020年9月15日）[7]
  - 韓流ドラマ最優秀作品賞
  - 韓流ドラマ男性俳優賞 - カン・ハヌル
  - 女性演技者賞 - コン・ヒョジン
  - 脚本賞 - イム・サンチュン
  - 韓流ドラマ主題歌賞 - Punch

- 2020 アジアコンテンツアワード（2020年10月25日）[8]
  - ベストアジアドラマ

## OST
アルバム
- 동백꽃 필 무렵 (KBS2 수목드라마) Special OST（2019年11月21日）

デジタルシングル
- John Park「이상한 사람 (Foolish Love)」（동백꽃 필 무렵 (KBS2 수목드라마) OST - Part.1、2019年10月3日）
- O.WHEN「Loser」（동백꽃 필 무렵 (KBS2 수목드라마) OST - Part.2、2019年10月9日）
- Motte,YONGZOO「너는 내게 비타민 같아 (You Are My Vitamin)」（동백꽃 필 무렵 (KBS2 수목드라마) OST - Part.3、2019年10月10日）
- Onestar「꽃처럼 예쁜 그대 (You Are As Pretty As A Flower)」（동백꽃 필 무렵 (KBS2 수목드라마) OST - Part.4、2019年10月16日）
- ソユ「괜찮나요 (Good To Be With You)」（동백꽃 필 무렵 (KBS2 수목드라마) OST - Part.5、2019年10月23日）
- Punch「영화 속에 나오는 주인공처럼 (Like a heroine in the movie)」（동백꽃 필 무렵 (KBS2 수목드라마) OST - Part.6、2019年10月31日）
- キム・ナヨン「그 무렵 (At that time)」（동백꽃 필 무렵 (KBS2 수목드라마) OST - Part.7、2019年11月6日）
- キム・ピル「겨울이 오면 (When winter comes)」（동백꽃 필 무렵 (KBS2 수목드라마) OST - Part.8、2019年11月7日）
- Heize「운명이 내게 말해요 (Destiny Tells Me)」（동백꽃 필 무렵 (KBS2 수목드라마) OST - Part.9、2019年11月13日）
- Ga Eun「I'll Be With You」（동백꽃 필 무렵 (KBS2 수목드라마) OST - Part.10、2019年11月14日）
- キム・ヨンジ「내 맘 (Mom)」（동백꽃 필 무렵 (KBS2 수목드라마) OST - Part.11、2019年11月20日）
- キム・ヨンジ, Onestar, YONGZOO, Ga Eun, Ra.L, イム・ジウン, James Kang, サムマ合唱団「노엘 (The First Noel)」（동백꽃 필 무렵 (KBS2 수목드라마) OST Special Track、2019年12月1日）